# Mathias Schlie
Mathias Schlie (født 31. januar 1988) er en dansk tidligere fodboldspiller.

## Klubkarriere
Den 11. juli 2016 blev det offentliggjort, at Mathias Schlie vendte hjem til Vendsyssel FF efter få måneder i Brabrand IF. I Vendsyssel indtager han to roller: dels er han fodboldspiller og samtidig en del af salgsafdelingen. Han fik dog ikke forlænget sin kontrakt med Vendsyssel FF i sommeren 2018, hvorfor han stoppede i klubben.
Det blev samtidig Schlies sidste klub, da han i juli 2018 offentliggjorde, at han stoppede i aktive karriere for at i stedet at hellige sig til sin civile karriere.